# ニッセイ名作劇場
ニッセイ名作劇場とは、日本生命の主催で、1964年から2013年まで行われていた、小学生を対象にしたミュージカル公演。

## 目的
子供たちが健やかに育って欲しい、夢や希望を抱いて育って欲しいという願いのもと、日本生命が自己所有している日生劇場などへ無料招待し、ミュージカルを提供する。
日生劇場がオープンした1964年から開始された。
2014年、50周年を記念し「ニッセイ名作シリーズ」へとリニューアルされた。

## 対象
小学6年生が対象。年度初めに学校単位で募集し、応募多数の場合は抽選となる。

## 公演形態
- 主催 … ニッセイ文化振興財団
- 協賛 … 日本生命
- 制作・出演 … 劇団四季

## 上演された作品
- 第1回 1964年 - はだかの王様
- 第2回 1965年 - 王様の耳はロバの耳
- 第3回 1966年 - イワンのばか
- 第4回 1967年 - 王子とこじき
- 第5回 1968年 - みんなのカーリ
- 第6回 1969年 - 空飛ぶ幸吉
- 第7回 1970年 - オズの魔法使い
- 第8回 1971年 - ふたりのロッテ
- 第9回 1972年 - どうぶつ会議
- 第10回 1973年 - 桃次郎の冒険
- 第11回 1974年 - ジョン万次郎海を渡る
- 第12回 1975年 - 雪ん子
- 第13回 1976年 - 冒険者たち ガンバとその仲間
- 第14回 1977年 - ふたりのロッテ (2回目)
- 第15回 1978年 - モモと時間泥棒
- 第16回 1979年 - 人間になりたがった猫
- 第17回 1980年 - むかしむかしゾウがきた
- 第18回 1981年 - 嵐の中の子どもたち
- 第19回 1982年 - 魔法をすてたマジョリン
- 第20回 1983年 - アンデルセン物語
- 第21回 1984年 - エルリック・コスモスの239時間
- 第22回 1985年 - 冒険者たち ガンバとその仲間 (2回目)
- 第23回 1986年 - 嵐の中の子どもたち (2回目)
- 第24回 1987年 - 夢からさめた夢
- 第25回 1988年 - 新・はだかの王様 (『はだかの王様』より改題, 2回目)
- 第26回 1989年 - 人間になりたがった猫 (2回目)
- 第27回 1990年 - 王様の秘密 (『王様の耳はロバの耳』より改題, 2回目)
- 第28回 1991年 - エルリック・コスモスの239時間 (2回目)
- 第29回 1992年 - ジョン万次郎の夢 (『ジョン万次郎海を渡る』より改題, 2回目)
- 第30回 1993年 - 歌は友だち

ニッセイ名作劇場30周年記念
- 第31回 1994年 - 魔法をすてたマジョリン (2回目)
- 第32回 1995年 - 人間になりたがった猫 (3回目)
- 第33回 1996年 - 桃次郎の冒険 (2回目)
- 第34回 1997年 - 雪ん子 (2回目) / 冒険者たち－ガンバとその仲間－ (3回目)
- 第35回 1998年 - 九郎衛門 (『むかしむかしゾウがきた』より改題, 2回目)
- 第36回 1999年 - 人間になりたがった猫 (4回目)
- 第37回 2000年 - ふたりのロッテ (3回目)
- 第38回 2001年 - はだかの王様 (『新・はだかの王様』より再改題, 3回目)
- 第39回 2002年 - 人間になりたがった猫 (5回目) / 王子とこじき (2回目)
- 第40回 2003年 - エルコスの祈り (『エルリック・コスモスの239時間』より改題, 3回目)
- 第41回 2004年 - 桃次郎の冒険 (3回目)
- 第42回 2005年 - 魔法をすてたマジョリン (3回目)
- 第43回 2006年 - ジョン万次郎の夢 (3回目)
- 第44回 2007年 - ユタと不思議な仲間たち (1回目)
- 第45回 2008年 - 人間になりたがった猫(6回目)
- 第46回 2009年 - エルコスの祈り(4回目)
- 第47回 2010年 - 嵐の中の子どもたち(3回目)
- 第48回 2011年 - 雪ん子(3回目) / ユタと不思議な仲間たち(2回目)
- 第49回 2012年 - 王様の耳はロバの耳(『王様の秘密』より再改題, 3回目)
- 第50回 2013年 - はだかの王様 (4回目)